# Circle (telenovela)
Circle (hangul: 써클: 이어진 두 세계; rr: Sseokeul: i-eojin du segye; lit. Circle: Two Worlds Connected) é um drama sul-coreano de ficção científica exibido pela emissora tvN de 22 de maio a 27 de junho de 2017, com um total de doze episódios. É estrelado por Yeo Jin-goo, Kim Kang-woo, Gong Seung-yeon e Lee Gi-kwang. 
Circle apresenta duas tramas paralelas separadas por vinte anos, ambas são centradas na luta de dois irmãos com a descoberta e o desenvolvimento de uma avançada tecnologia alienígena que pode ser o benefício ou a desgraça de toda a humanidade.

## Enredo
Em 2007, os irmãos Kim Woo-jin e Kim Bum-gyun, juntamente com o pai, testemunham a chegada de um objeto voador não identificado: uma alienígena humanóide solitária (Gong Seung-yeon) que se materializa a partir do objeto. Por pena e curiosidade, a família traz a alienígena com eles e a adota como uma membro real da família. Os irmãos se apaixonam por ela, especialmente Woo-jin, que a chama de Byul (hangul: 별, "estrela"). Mas o pai, o neurocientista Kim Kyu-chul, descobre o segredo de Byul: ela trouxe uma forma avançada de tecnologia alienígena que pode gravar e até bloquear memórias e convertê-las em vídeo. Para estudar mais e desenvolver algo com essa tecnologia, Kyu-chul se isola de sua família para trabalhar secretamente em Byul, em um projeto que ele chama de Projeto Beta. Kyu-chul nunca voltou para casa desde então, fazendo o irmão mais velho Bum-gyun pensar que Byul levou o seu pai embora Woo-jin acredite que ele os abandonou.
Em 2017, Kim Woo-jin (Yeo Jin-goo), agora um estudante universitário em neurociência, percebe que uma série de suicídios em sua universidade está de alguma forma ligadas ao seu irmão, Kim Bum-gyun (An Woo-yeon), que está em uma busca por alienígenas, especialmente por Byul. Enquanto persegue o caso, ele conhece Han Jung-yeon (Gong Seung-yeon), uma estudante de ciência da computação que, para sua surpresa, se parece muito com Byul. Ela também está investigando os suicídios em série, os quais acha que são realmente assassinatos.
Em 2037, a Coreia do Sul está dividida em Distrito Geral (hangul: 일반 지구, rr: Ilbanjigu), um local fortemente poluído onde os crimes são desenfreados, e a Cidade Inteligente (hangul: 스마트 지구, rr: Seumateujigu), uma cidade limpa, pacífica, e sem crimes. Kim Joon-hyuk (Kim Kang-woo) é um detetive de crimes que tenta entrar na Cidade Inteligente para investigar um caso de desaparecimento de 2017. Ao fazer isso, ele descobre a terrível verdade que se esconde por trás da cidade inteligente que não é "livre de crimes".

## Elenco

### Principal
- Yeo Jin-goo como Kim Woo-jin / Circulate 3[3]
  - Jung Ji-hoon como Woo-jin jovem
- Kim Kang-woo como Kim Joon-hyuk (nascido Kim Bum-gyun)
  - An Woo-yeon como Kim Bum-gyun aos 21 anos
  - Kim Ye-joon como Bum-gyun jovem
- Gong Seung-yeon como Han Jung-yeon (a.k.a. Byul, Bluebird)[4]
- Lee Gi-kwang como Lee Ho-soo[5]

### De apoio

#### Parte 1:Projeto Beta

##### Pessoas ao redor de Woo-jin
- Jung In-sun como Park Min-young
- Seo Hyun-chul como detetive Hong Jin-hong
- Kim Joong-ki como dr. Kim Kyu-chul
- Shin Dam-soo como detetive Choi

##### Pessoas da Universidade Handam
- Song Young-gyu como Han Yong-woo[6]
- Han Sang-jin como Park Dong-gun
- Shin Joo-hwan como Lee Hyun-suk

#### Parte 2:Um Grande Mundo Novo
| - Kim Min-kyung como dra. Park Min-young - Seo Hyun-chul como detetive Hong Jin-hong - Oh Eui-sik como Lee Dong-soo - Jung Joon-won como Dong-soo jovem (no Projeto Beta) - Kwon Hyuk-soo como detetive Oh | - Min Sung-Wook como Lee Hyun-suk - Han Sang-jin como Park Dong-gun - Nam Myung-ryul como Yoon Hak-joo, prefeito da cidade inteligente - Yoo-young como secretária Shin - Choi Ji-hun como Kim Min-ji |

### Outros
- Cha Myung-wook como Park Jin-gyu
- Jeon Suk-kyung (Voz)
- Kang Chung-hoon (Voz)
- Ryu Eun-ji (Voz)
- Park Young-jae (Voz)
- Park Ji-ah como mulher esperando o ônibus (Ep. 1, Part 2)
- Park Eun-ji
- Jo-hyun como propagandista no Um Grande Mundo Novo (Ep. 1)
- Jang Ji-woo como agente de segurança da cidade inteligente (Ep. 1, Part 2)
- Jang Joo-hee
- Kim Sa-hee como médica na cidade inteligente
- Choi Sung-jae como agente da sala de controle dos humanos B
- Kim Ji-sung como Kim Nan-hee
- Tae-ha como Choi Soo-bin, namorada falecida de Lee Ho-soo (Ep. 3 and 7, Part 2)
- Ha Yoon-seo como Kang So-yoon
- Noh Haeng-ha
- Lee Tae-kyung como chefe de cheção Go

## Trilha sonora
1. "Walk With Me (같이 걸을까)" - Kwak Jin-eon
2. "Alive" - UJi (Bestie) com participação de Andup

## Recepção
Na tabela abaixo, os números azuis representam as audiências mais baixas e os números vermelhos representam as audiências mais elevadas.
| Episódio | Data de transmissão | Audiência média | Audiência média              | Audiência média |
| Episódio | Data de transmissão | AGB Nielsen     | AGB Nielsen                  | TNmS            |
| Episódio | Data de transmissão | Em todo o país  | Região Metropolitana de Seul | TNmS            |
| -------- | ------------------- | --------------- | ---------------------------- | --------------- |
| 1        | 22 de maio de 2017  | 2.883%          | 3.771%                       | 2.7%            |
| 2        | 23 de maio de 2017  | 2.337%          | 3.116%                       | 2.1%            |
| 3        | 29 de maio de 2017  | 2.133%          | 2.646%                       | 2.2%            |
| 4        | 30 de maio de 2017  | 2.250%          | 2.735%                       | 2.3%            |
| 5        | 5 de junho de 2017  | 1.702%          | 2.104%                       | 2.0%            |
| 6        | 6 de junho de 2017  | 2.188%          | 2.688%                       | 2.6%            |
| 7        | 12 de junho de 2017 | 2.053%          | 2.309%                       | 2.0%            |
| 8        | 13 de junho de 2017 | 1.866%          | 1.972%                       | 2.2%            |
| 9        | 19 de junho de 2017 | 1.587%          | 1.986%                       | 2.1%            |
| 10       | 20 de junho de 2017 | 1.820%          | 2.175%                       | 2.0%            |
| 11       | 26 de junho de 2017 | 2.160%          | 2.812%                       | 1.9%            |
| 12       | 27 de junho de 2017 | 2.455%          | 2.776%                       | 2.2%            |
| Média    | Média               | 2.125%          | 2.591%                       | 2.2%            |